# Bathycongrus thysanochilus
Bathycongrus thysanochilus és una espècie de peix pertanyent a la família dels còngrids.

## Hàbitat
És un peix marí i batidemersal que viu entre 476 i 659 m de fondària.

## Distribució geogràfica
Es troba a l'Atlàntic occidental central: Cuba i Veneçuela.

## Observacions
És inofensiu per als humans.